# Coste directo
En economía, se llama coste directo son aquellos que se asignan de forma inequívoca y directa al objetivo del coste. Su asignación se realiza sin recurrir a criterios subjetivos de reparto. Normalmente están directamente relacionados con la obtención del producto o servicio en torno al cual gira el desempeño de la actividad. Contrastan con el coste indirecto. En general, los costes directos tienen carácter variable y no fijo.
Como ejemplo, en la fabricación de un libro, el coste del papel del que está hecho es un coste directo de producción del mismo. Su concepto se contrapone al de coste indirecto.
La importancia de la planificación de costes directos de obras de construcción. Cuando hablamos de construcción, uno de los aspectos más críticos para el éxito de cualquier proyecto es la correcta planificación de los costes directos de obra. Estos costes incluyen todo lo relacionado directamente con la ejecución del proyecto: materiales, mano de obra, maquinaria, y otros gastos asociados que se pueden prever y controlar.